# Hadrian
Aelius Traianus Hadrianus (Hadrian, født 24. januar 76 e.Kr., død 10. juli 138) var romersk kejser fra 117 til sin død. Hans far var fætter til kejser Trajan.

## Baggrund
Familien stammede fra Picenum, men tog til Spanien. Hadrians selvbiografi er gået tabt, men det fortælles, at hans forældre stammede fra byen Adria, som har givet navn til Adrian, Hadrian og Adriaterhavet. Hans far, Aelius Hadrianus med tilnavnet Afer, var fætter til kejser Trajan. Moderen, Domitia Paulina, kom fra Cadiz. Forældrene døde, da han var ti år, og han blev opfostret af sin grandonkel Trajan, som blev Romerrigets kejser i 98. Hadrian var så optaget af sine studier af græsk, at han fik tilnavnet graeculus (= grækerhvalpen). Som fjortenårig gik han ind i hæren, men fik problemer, fordi han hellere gik på jagt. Trajan hentede sin grandnevø og indsatte ham i det timandskollegium, der dømte i tvister. Han kom altså tidligt ind i statsadministrationen og blev sandsynligvis protegeret af kejserinden, men synes ikke at have været udset som tronfølger før i sidste øjeblik, måske på grund af hans manglende interesse for krigspolitik.
I år 100 giftede Hadrian sig med kejserens grandniece, Vibia Sabina. De fik ingen børn, men adopterede Lucius Aelus Cæsar (som døde i 136) og Antoninus Pius, som overtog tronen. Scriptores Historiae Augustae Aelius Spartianus: Hadrianus fortæller: "Han udnævnte til gardeprefekt Septicius Clarus og kancelliråden og historikeren Suetonius Tranquillus og mange andre, fordi de i deres omgang med hans hustru Sabina optrådte mere familiært, end hofetiketten krævede. For resten ville han gerne have ladet sig skille fra hende, hvis han bare havde været privatmand – sur og skarp som hun var." Næppe uden grund med tanke på hans "lidenskab for mænd og gifte kvinder".
Hans store kærlighed var ynglingen Antinoos, som druknede under en svømmetur i Nilen på deres rejse til Ægypten i år 130. Hadrian ombyggede sin Villa Adriana i Tivoli til minde om Antinoos og opstillede talrige statuer af ham – atten er bevaret. Apollon var en af Hadrians favoritguder, og hans besøg i Delfis orakel er veldokumenteret. Hans offer til Apollon blev også afbildet på Konstantinbuen i Rom. Efter sin død blev Antinoos ofte afbildet med Apollons attributter, måske fordi Apollon var gud for pæderasti i græsk mytologi. Historikeren Dio Cassius skriver, at Antinoos ikke druknede ved en ulykke, men under et offerritual. Hadrian var interesseret i mysteriereligioner og indviet i de eleusinske mysterier. Ved at guddommeliggøre Antinoos efter hans død skabte Hadrian en kult, som han håbede kunne samle på de romerske provinser, men det mislykkedes. Scriptores Historiae Augustae beretter, at Hadrian «græd som en kvinde» over Antinoos, men at grækerne efter hans ønske erklærede afdøde som gud, «og de påstod, at der blev givet orakelsvar gennem ham. Det var en almindelig opfattelse, at Hadrian selv forfattede disse svar.» 
Han blev kejser, da Trajan døde i 117. Trajans adoption af Hadrian på dødslejet var baggrund for rygtet om, at Trajans hustru Plotina og hans niece Matidia, som begge var til stede, arrangerede det hele. Scriptores Historiae Augustae beretter: «Der var nok af dem, der har kunnet fortælle, at Trajan allerede var død, da Hadrian takket være Plotinas intrigespil blev erklæret adopteret. Hun havde nemlig smuglet en person ind, der foregav at være Trajan og talte med træt og svag stemme.» 
Matidia var Hadrians svigermor, og en af de første bygninger, han rejste på Marsmarken, var Matidias tempel til hendes ære. Hun blev guddommeliggjort efter sin død i 119, og han indstiftede årlige lege til hendes ære. Siden rejste han også Marcianas tempel til ære for Matidias mor Marciana (død 112), der var Trajans søster. Desuden byggede han et gravmæle for sin hest.

## Regent
Hadrians magtovertagelse indleder perioden, hvor Romerriget førte en fredspolitik og hovedsagelig nøjedes med at forsvare sine grænser. Enkelte uroligheder fandt dog sted, alvorligst en blodig opstand i Palæstina 132-35, som blev knust med hård hånd, og som førte til jødernes fordrivelse fra landet i oldtiden. Jøderne gjorde oprør under Simeon bar Kokhba (= søn af stjernen). Hadrian druknede opstanden i blod, lagde en militærkoloni i Jerusalem og nægtede jøderne adgang til byen.
Som regent regnes Hadrian til ”de gode kejsere”. Han tog sig energisk af administration og indenrigsstyre og prøvede at samle lovgivningen. Der gennemførtes omfattende byggeri i Rom (bl.a. opførelsen af Pantheon i dens nuværende form, hans eget mausoleum (det nuværende Engelsborg). Ligesom han viste stor interesse for provinserne, bl.a. gav han Athen en helt ny bydel. Først og fremmest var han kendt som en intellektuel hersker, som for alvor orienterede Rom mod græsk kultur – han peger frem imod Marcus Aurelius. Bagsiden af hans styre og personlighed synes at have været: lunefuld optræden, mistro og tendens til at hævde kejsermagten.
Hadrians første fire regeringsår var vanskelige. Der gik rygter om, at Trajan havde udpeget en helt anden efterfølger; og inden Hadrian kom tilbage til Rom, var fire tidligere konsuler og nære medarbejdere af Trajan blevet beskyldt for sammensværgelse og henrettet. Hadrian fik derefter aldrig et godt forhold til senatet. Mange var imod hans fredspolitik, der gik ud på at opgive de mest udsatte nyerobrede provinser i Mesopotamien. For at forsone sig med sine modstandere gav han rige pengegaver og eftergav enorm gæld. Gældsbrevene blev brændt på bål på Trajans forum for at skabe tryghed hos skyldnerne. I alt tilbragte Hadrian ti år af sin regeringstid på rejser uden for Italien. I selve Rom opholdt han sig kun sjældent. Det var derfor vigtigt for ham at vise velvilje mod den by, der så ham så lidt, og han fornyede de vigtigste bygningsværker på Marsmarken, samtidig med at han skabte nye og bedre boligkvarterer i Rom og dens havneby Ostia. Der var tale om boligblokke i retvinklede gader. Tre rektangulære insulae er genfundet øst for Via del Corso ved Piazza Colonna. På Marsmarken ruger Pantheon stadigvæk, restaureret netop af Hadrian.
I lighed med sine to forgængere regnes Hadrian som klog. Han fulgte på mange måder en retfærdig politik og arbejdede for, at lovens rettigheder skulle gælde for alle. Han indførte et skattesystem , der synes at have været retfærdigt, og han forbedrede slavernes kår betydeligt. Scriptores Historiae Augustae beretter: «Når han ledede retsforhandlingerne, havde han ikke kun sine venner eller sin stab i sit råd, men også jurister og da særligt Juventus Celsus, Salvius Julianus, Neratius Priscus og andre, som hele senatet havde godtaget. Han bestemte, at det ikke i nogen by skal være tilladt at nedrive et hus for at flytte byggematerialerne til en anden by. Han indrømmede børn af proskriberede en tolvtedel af deres formue. Anklager om majestætsforbrydelse fik ikke lov at nyde fremme. Han afviste både arv fra ukendte og fra kendte, hvis de havde børn. Han fik lovfæstet, at hvis nogen fandt skatte på egen grund, måtte finderen beholde dem. Hvis han fandt det på en andens grund, skulle han dele ligeligt med grundejeren, og hvis han fandt noget på offentlig grund, dele ligeligt med kejserens kasse. Han nedlagde forbud mod, at slaveejere slog deres slaver ihjel og påbød, at de fik deres dom af dommere, hvis de fortjente det. Han forbød salg af slaver til gladiatortrænere og tjenestepiger til alfonser uden grund. Han påbød, at frie mænd, som havde bortødet deres gods, skulle piskes offentligt i teatret og slippes fri. Han afskaffede arbejdslejre for slaver og frie mænd. Han delte badene op efter køn. Hvis en slaveejer blev myrdet i sit hjem, påbød han, at alle slaverne ikke måtte udsættes for tortur, men kun de, som havde været nær nok til at vide noget om mordet.» 
Under Hadrian holdt Rom gradvis op med at være et kulturcentrum: græsk tog over som det intellektuelle hovedsprog, og ikke-kristen litteratur på latin forringedes. Hadrian selv var lidenskabeligt optaget af græsk kultur, selv om Dio Cassius fortæller, at han forbød læsning af Homer. Han besøgte Athen fire gange, efter at han var blevet kejser. Han gav byen en ny akvædukt og rejste flere bygningsværker dér end i Rom, så Athens centrum nærmest blev domineret af hans arkitektur. Han lod opføre et pantheon, men i modsætning til Pantheon i Rom er det ikke bevaret. Lige ved lod han bygge et bibliotek på 80 x 140 meter med et indre haveanlæg. Udenfor Athens bymur lod han opføre et gymnasium med hundrede søjler fra Libyens stenbrud. I 131-132 indviede han et kolossalt tempel for Zeus, som oprindeligt var påbegyndt i 500-tallet f.Kr. Pausanias beretter, at de græske kolonier rejste en hel serie statuer af Hadrian foran tempelmuren; den allerstørste, en ren kolos, var rejst af athenerne selv. Hadrian indstiftede også en panhellensk fest for Zeus, fejret hvert fjerde år med idrætslege og tilrejsende fra nær og fjern. Han tog i den forbindelse tilnavnet Olympios, som om han var det jordiske spejlbillede af den olympiske Zeus.
Hadrian tilbragte mere end halvdelen af sin regeringstid på rejser i Romerriget, blandt andet i det nuværende England, hvortil han første gang ankom i år 122. To år i forvejen havde landet oplevet en opstand mod de romerske besættere, og blandt andet derfor igangsatte Hadrian byggeriet af en mur, der strakte sig tværs over det nordlige England. Formålet var at holde keltiske stammer fra det nuværende Skotland tilbage og konsolidere Romerrigets nordligste grænse. Muren var også en effektiv toldstation. Hadrian's Wall, som muren hedder, kan stadig ses.
Desuden opholdt han sig i lange perioder i Gallien i 120’erne samt i Grækenland og Syrien i årene efter 130. Han er formentlig den romerske kejser, som har haft bedst personligt kendskab til de fjernere provinser.
I sine sidste år var kejseren stærkt plaget af gigt og vattersot. Det synes at have gjort hans styre mere vilkårligt og hårdhændet. Kort før sin død udpegede han begge sine efterfølgere Antoninus Pius og Marcus Aurelius og sikrede således et stabilt styre i mere end fyrre år.

## Hans sidste tid
Om den fortæller Scriptores Historiae Augustae: "Da han faktisk havde rejst i alle dele af verden uden noget på hovedet, om det så var styrtregn eller streng kulde, blev han syg og måtte holde sengen. Han begyndte da at bekymre sig om sin efterfølger og tænkte først på Servianus [svogeren, gift med Hadrians søster Paulina], som han senere tvang til at begå selvmord. Han nærede den dybeste afsky for Pedanius Fuscus [Servianus' barnebarn] fordi han, revet med af varsler, gjorde sig håb om herskermagten. Han afskyede Platorius Nepos, som han tidligere havde sat så højt, at Nepos slap ustraffet fra at nægte Hadrian adgang til sit sygeleje. Ligeså hadede han Terentius Gentianus, fordi denne havde en høj stjerne hos senatet. Men han holdt alle udslag af sit medfødt grusomme væsen i skak, helt til han næsten døde af en blodstyrtning i sin villa i Tivoli. Da kastede han sine hæmninger og tvang Servianus til selvmord. Han beskyldte ham for at tragte efter kejsermagten, fordi han havde sendt de kongelige slaver festmad, havde sat sig i en kongelig stol ved siden af sengen, og fordi han, en mand på halvfems år, havde rejst sig og gået soldaternes vagtafdeling i møde. Mange andre blev dræbt i fuld åbenhed eller baghold. På den tid døde også hustruen Sabina, og man skumlede om, at Hadrian havde givet hende gift." 
Hadrian var 62 år, da han døde, og var så upopulær i senatet, fordi han havde afsagt flere dødsdomme over senatorer, at det først nægtede ham guddommeliggørelse efter hans død. Tværtimod ønskede det at udsætte ham for damnatio memoriae (= erindringens fordømmelse, dvs. total glemsel). Kun energisk indsats fra hans efterfølger, adoptivsønnen Antoninus Pius (der havde interesse i at forsvare Hadrians styre, som jo sikrede hans egen adoption) skaffede den døde kejser guddommeliggørelse. I første omgang blev Hadrians aske bisat i Puteoli, men året efter kunne Pius begrave hans urne i det store mausoleum, der blev endelig fuldført nogle år senere og nu kendes som Engelsborg.
Byen Edirne (Adrianopel) i det europæiske Tyrkiet er opkaldt efter Hadrian.